# Билинець комарниковий
Билине́ць комарниковий, або довгоро́гий (Gymnadenia conopsea) — рідкісна багаторічна рослина родини зозулинцевих. Вид занесений до Червоної книги України у статусі «Вразливий». Маловідома лікарська та декоративна культура.

## Опис

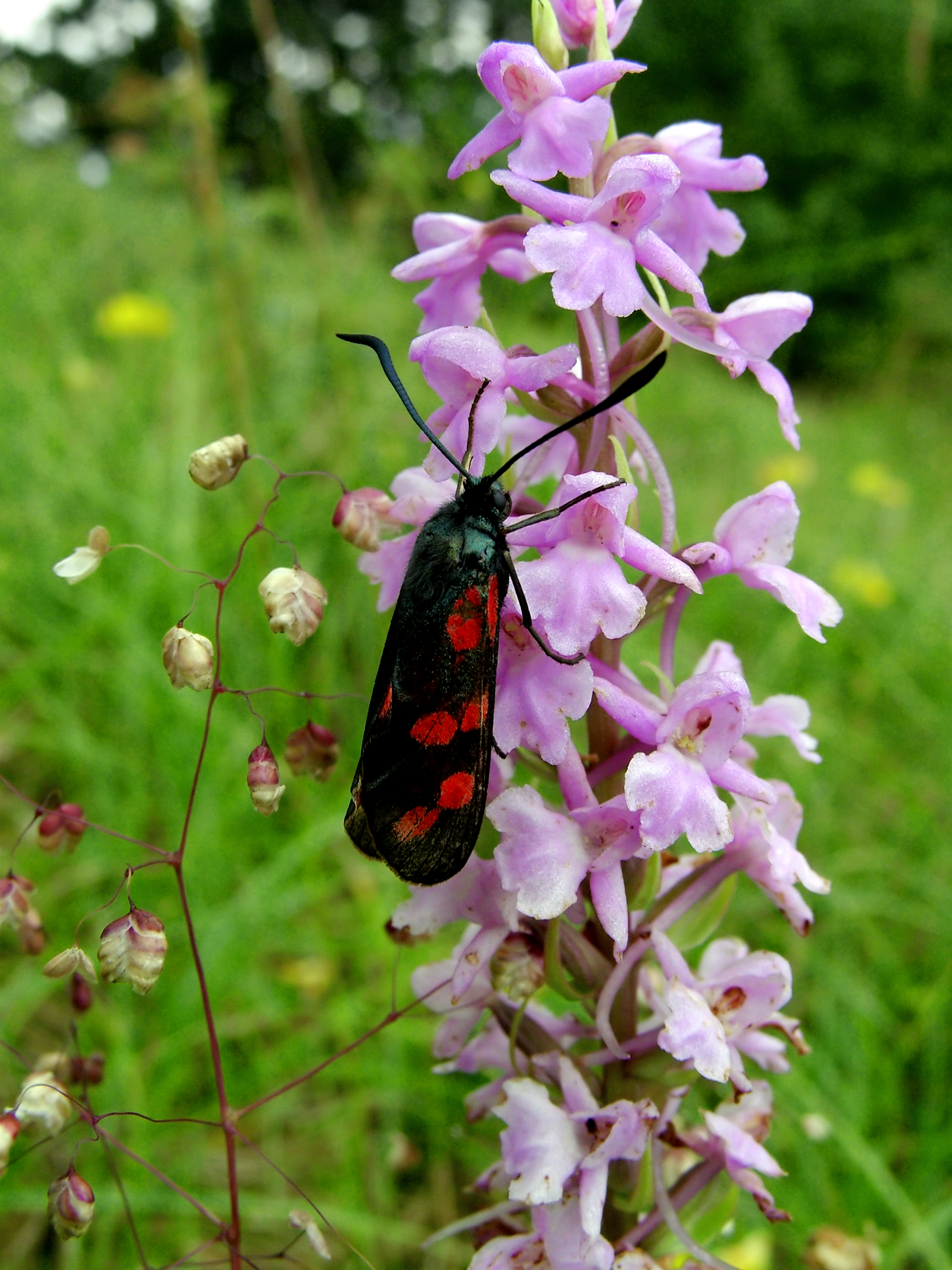
Суцвіття билинця комарникового запилює строкатка Zygaena filipendulae

Трав'яниста рослина 25-65 см заввишки, геофіт. Бульби 4-6-лопатеві, пальчастороздільні, сплющені. Стебло при основі вкрите бурими листковими піхвами. Нижні листки лінійно-ланцетні або ланцетні, жолобчасті, середні і верхні — дрібні, поступово переходять у приквітки.
Суцвіття колосоподібне, густе, складене з численних рожевих, лілово-пурпурових (рідше — білих) квіток 6-15 см завдовжки кожна. Духмяні квіти билинця комарникового мають запах гвоздики. Приквітки яйцеподібно-ланцетні, видовженозагострені. Бічні зовнішні листочки оцвітини еліптичні, відхилені набік, середній зовнішній листочок і бічні внутрішнього кола сходяться шоломом. Губа ромбічна, 5-6 мм завдовжки, неглибокотрилопатева; лопаті тупі, яйцеподібні, середня трохи довша за бічні. Шпорка косо догори спрямована, ниткоподібна, загострена, в 1,5-2 рази довша від зав'язі. Зав'язь сидяча, скручена. Насінини билинця комарникового — одні з найдрібніших серед рослин України, вага однієї насінини становить лише 0,000123 грама.

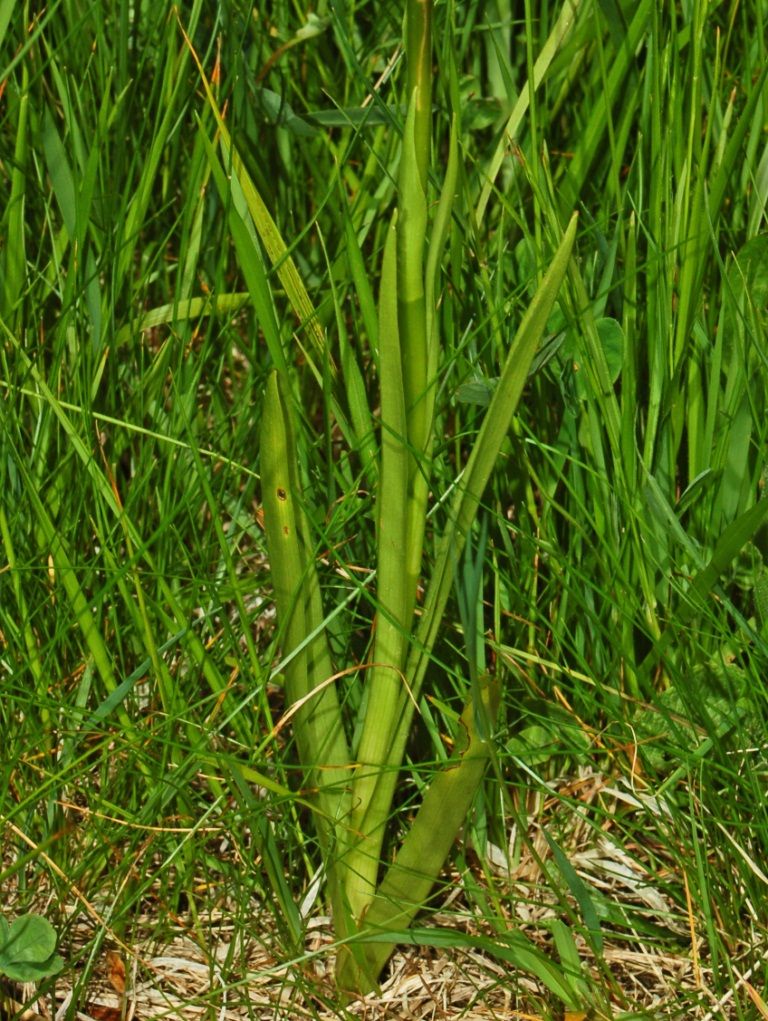
Стебло з листками
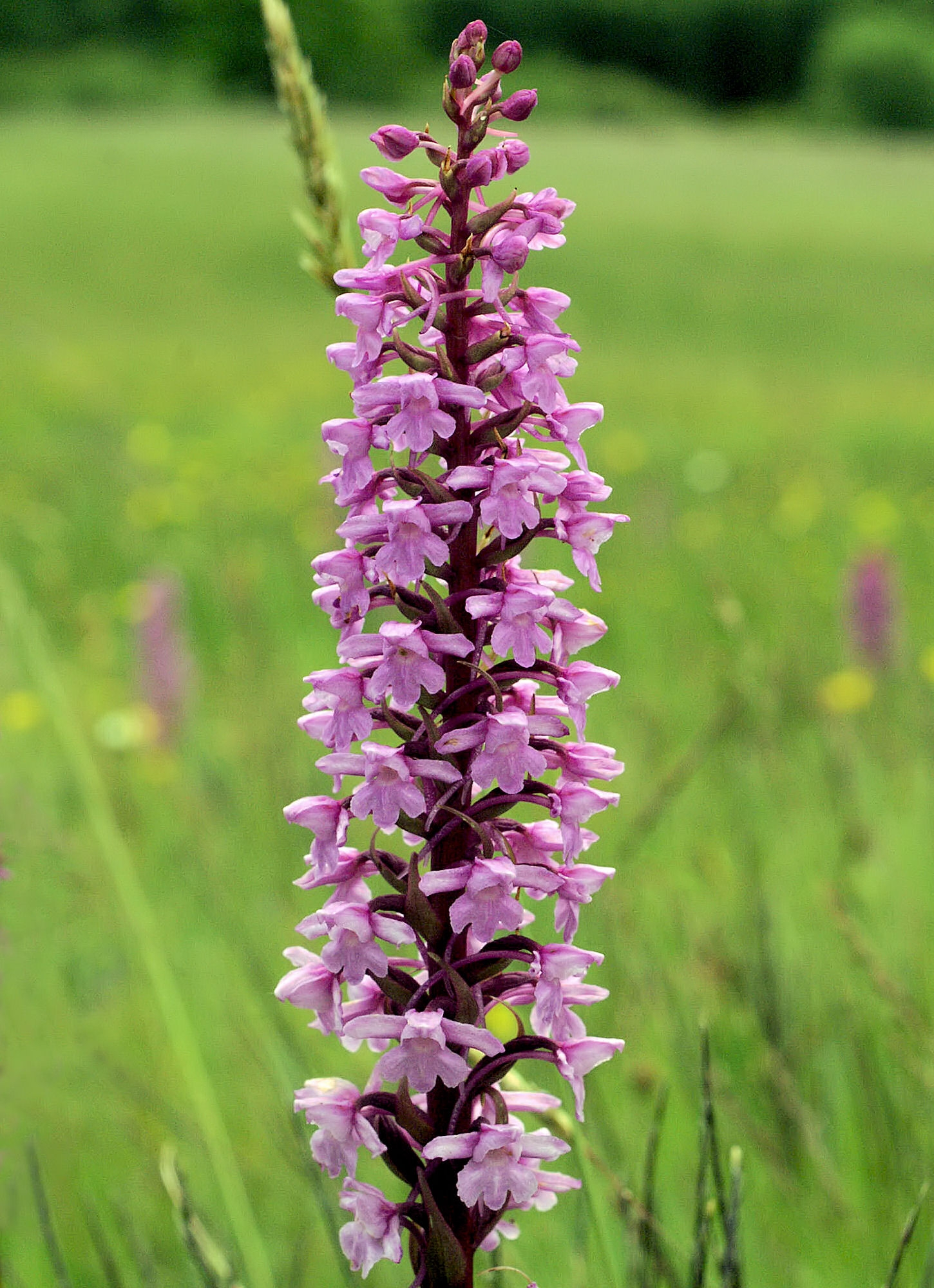
Суцвіття
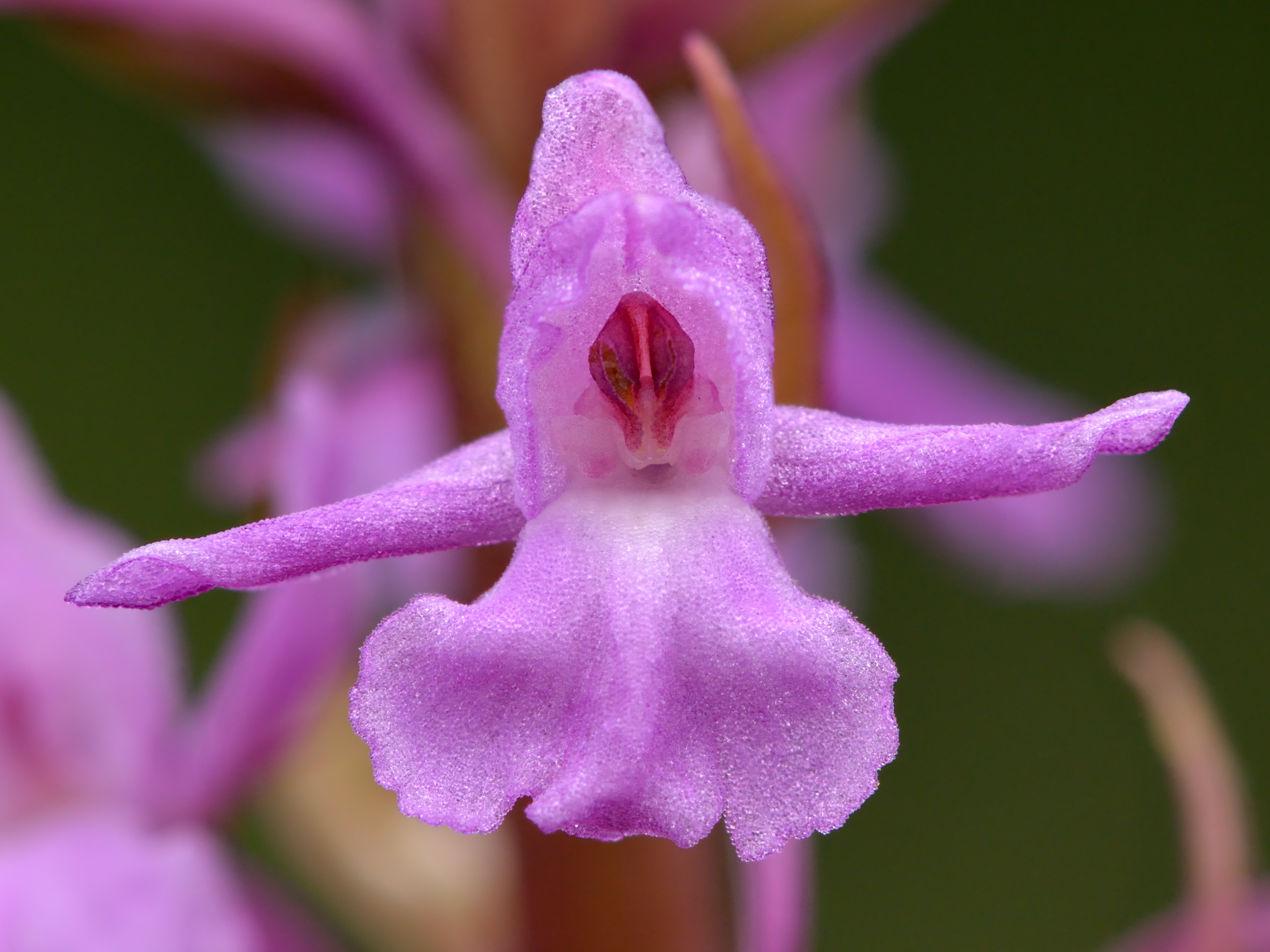
Квітка великим планом
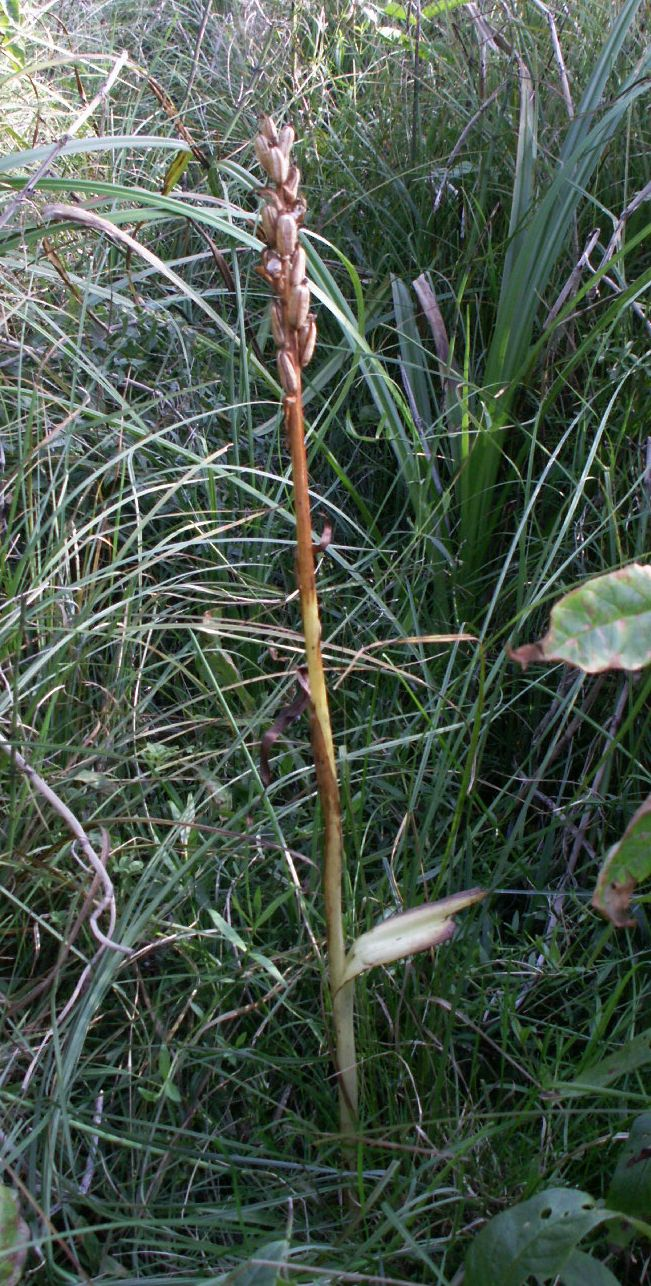
Плоди

## Екологія
Рослина світлолюбна, помірно вологолюбна, віддає перевагу ґрунтам з високим вмістом кальцію. Зростає у лісовому, субальпійському й нижній смузі альпійського поясу, на гірських луках, у світлих лісах, чагарниках, по краях осоково-сфагнових боліт, на відслоненнях вапнякових порід, по берегах холодних гірських джерел і струмків.
Розмножується переважно насінням, дуже рідко вегетативним шляхом (поділом бульб). Квітне у червні-липні, запилюється мухами, бджолами, денними та нічними метеликами (ентомофіл). Плодоносить у серпні-жовтні, насіння завдяки надзвичайно малій вазі легко поширюється вітром (анемохорія). Перші три роки сіянці розвиваються під землею, згодом утворюють листкову розетку, перше цвітіння відбувається у 6-7-річному віці. Протягом усього життя билинець комарниковий тісно пов'язаний з мікоризою симбіотичного гриба, її вплив особливо значущий на ранніх етапах розвитку рослини.

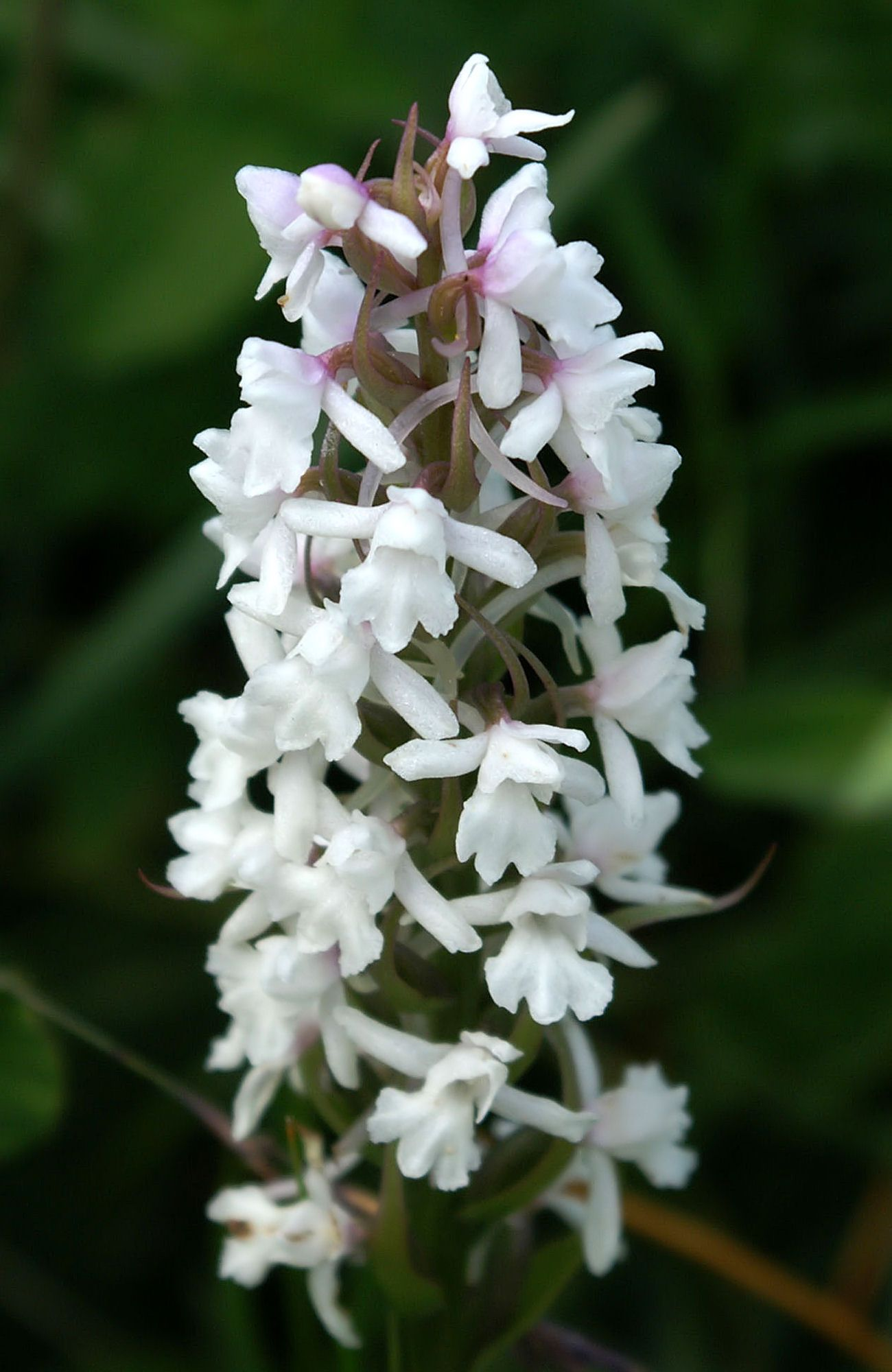
Білоквітковий різновид

## Поширення
Євразійський рівнинно-альпійський вид, ареал якого охоплює Середню Європу (в Альпах до висоти 2500 м, у Татрах — до 1587 м), Середземномор'я, Кавказ, Малу, Східну і Центральну Азію, Сибір, Далекий Схід, Сахалін, Японські острови.
В Україні трапляється досить часто в Карпатах, також поширений в Гірському Криму, Розточчі, Опіллі, Лісостепу, Поліссі. Карпатські популяції повночленні з перевагою генеративних особин.

## Природохоронний статус виду
На стан популяцій негативно впливають збирання квітів для букетів, витоптування, надмірне випасання, меліоративні роботи, вирубування лісів. Ця орхідея знаходиться під охороною у Литві, Латвії, Смоленській області Росії, Білорусі, Польщі та Словаччині. Билинець комарниковий занесено до Додатку ІІ Конвенції про міжнародну торгівлю видами дикої фауни та флори, що перебувають під загрозою зникнення (CITES).
Вид запропоновано внести до Червоної книги Українських Карпат. В Україні вид охороняється у наступних заповідниках: Карпатському біосферному (Чорногірський заповідний масив), Ялтинському гірсько-лісовому, Кримському, «Ґорґани»; національних парках — Карпатському, «Сколівські Бескиди», «Синевир», Ужанському, Вижницькому.

## Застосування
Як і більшість інших видів зозулинцевих, м'ясисте кореневище цієї рослини здавна заготовляли для отримання салепу — ефективного засобу народної медицини. Його використовують як стимулюючі ліки, зокрема в разі фізичного й нервового виснаження організму, для лікування недуг шлунка і верхніх дихальних шляхів, укусів змій, статевих хвороб тощо. Листки билинця комарникового прикладають до наривів. Слиз бульб (2 г порошку бульб билинця збовтують протягом 15 хвилин у 200 мл окропу) приймають по 1 чайній ложці 4 рази на день. Настоянку насіння билинця комарникового (1 г насіння заливають 50 мл 70 % розчину спирту, настоюють 10 днів) приймають по 20 крапель тричі на день.
Як декоративна рослина билинець комарниковий вирощується нечасто. В Україні його можна побачити лише в колекціях Національного ботанічного саду імені Миколи Гришка та ботанічному саду Національного лісотехнічного університету України.

## Систематика

### Підвиди
- Gymnadenia conopsea subsp. conopsea
- Gymnadenia conopsea subsp. montana Bisse

### Синоніми
| - × Dactylodenia comigera (Rchb.) Aver. - Dactylodenia comigera (Rchb. f.) Aver. - × Dactylogymnadenia comigera (Rchb.) Rauschert - Gymnadenia alpina (Turcz. ex Rchb.f.) Czerep. - Gymnadenia angustifolia Ilse - Gymnadenia anisoloba Peterm. - Gymnadenia comigera Rchb. - Gymnadenia conopsea f. albiflora Moldenke - Gymnadenia conopsea var. albiflora Zapal. - Gymnadenia conopsea var. alpina Turcz. ex Rchb.f. - Gymnadenia conopsea subsp. alpina Janch. ex Soó - Gymnadenia conopsea var. angustifolia Asch. & Graebn. - Gymnadenia conopsea subsp. angustifolia (Asch. & Graebn.) Zimm. - Gymnadenia conopsea var. bieczensis Zapal. - Gymnadenia conopsea var. caucasica Schltr. - Gymnadenia conopsea var. clavata Rchb.f. - Gymnadenia conopsea subsp. comigera (Rchb.) K.Richt. - Gymnadenia conopsea var. crenulata Beck - Gymnadenia conopsea f. crenulata (Beck) Soó - Gymnadenia conopsea f. elatior Zapal. - Gymnadenia conopsea var. friesica Schltr. - Gymnadenia conopsea f. gracilis Zapal. - Gymnadenia conopsea var. lapponica J.E.Zetterst. - Gymnadenia conopsea var. latifolia Schltr. | - Gymnadenia conopsea var. leucantha Schur - Gymnadenia conopsea f. monticola Schur - Gymnadenia conopsea var. neglecta Vöth - Gymnadenia conopsea f. niphobia Engenst. - Gymnadenia conopsea subsp. peloria (Foucault ex Poir.) K.Richt. - Gymnadenia conopsea var. platyphylla Rchb.f. - Gymnadenia conopsea var. praecox Schönh. - Gymnadenia conopsea f. praecox (Schönh.) Soó - Gymnadenia conopsea f. schurii Soó - Gymnadenia conopsea var. serotina Schönh. - Gymnadenia conopsea subsp. serotina (Schönh.) Dworschak - Gymnadenia conopsea f. serotina (Schönh.) Soó - Gymnadenia conopsea var. sibirica (Turcz. ex Lindl.) Rchb.f. - Gymnadenia conopsea f. sublobata Zapal. - Gymnadenia conopsea f. transsilvanica Soó - Gymnadenia conopsea var. trifida Zapal. - Gymnadenia conopsea f. trifida (Zapal.) Soó - Gymnadenia conopsea var. ussuriensis Regel - Gymnadenia × densiflora var. candida G.Foelsche & W.Foelsche - Gymnadenia ibukiensis Makino - Gymnadenia orchidis var. pantlingii Renz, 2001 - Gymnadenia ornithis Rich., 1818 - Gymnadenia psuedoconopsea Gren. Rouy, 1912 | - Gymnadenia pyrenaica Giraudias, 1882 - Gymnadenia sibirica Turcz. ex Lindl., 1835 - Gymnadenia splendida Dworschak, 2002 - Gymnadenia splendida subsp. odorata Dworschak 2002 - Gymnadenia transsilvanica Schur, 1866 - Gymnadenia vernalis Dworschak, 2002 - Gymnadenia wahlenbergii Afzel. ex Rchb.f., 1851 - Habenaria conopsea (L.) Benth., 1880 - Habenaria gymnadenia Druce, 1897 × Orchigymnadenia comigera (Rchb.) Asch. & Graebn. - Orchis conopea Gras, 1862 - Orchis conopea var. albiflora Tinant - Orchis conopea var. major Tinant - Orchis conopsea L., 1753 - Orchis cornopica Mill., 1768 - Orchis ornithis Jacq., 1774 - Orchis peloria Foucault ex Poir., 1816 - Orchis pseudoconopea Gren., 1869 - Orchis pseudoconopsea Gren., 1865 - Orchis pseudoconopsea J.Parm., 1894 - Orchis setacea Gilib., 1792 - Orchis suaveolens Salisb., 1796 - Platanthera conopsea (L.) Schltr. ex Matsum. - Satyrium conopseum (L.) Wahlenb., 1826 |